# Quantum (roman)
Quantum (titre original : A Quantum Murder) est le second roman de Peter F. Hamilton dans lequel Greg Mandel doit élucider le meurtre du docteur Edward Kitchener, un spécialiste de la physique quantique. 